# 石井坡街道
石井坡街道，是中华人民共和国重庆市沙坪坝区下辖的一个乡镇级行政单位。

## 历史沿革
民国二十四年（1935年）以前，名石岭团，隶属巴县龙隐镇管辖；民国二十四年（1935年），改团总制为保甲制，石岭团划为5保。
民国二十八年（1939年）1月1日，成立兵工署第二十四厂，由厂警卫稽查组管辖。
1949年后，仍维持原有行政区划。
1951年3月1日，原二十四厂更名为西南工业部第一二厂。
1954年4月20日，试点建立一二厂厂区街道办事处；1955年，由一二厂厂区街道办事处改为石井坡厂区街道办事处；1958年，试点建立石井坡镇。
1960年，石井坡镇与詹家溪街道合并，成立双碑公社。
1962年8月1日，恢复石井坡街道。
1968年，改名为前卫路街道。
1972年12月，前卫路街道又改成双碑街道。
1978年6月，双碑街道复为石井坡街道。

## 行政区划
石井坡街道下辖以下地区：
和平山社区、建设坡社区、光荣坡社区、中心湾社区、团结坝社区、远祖桥社区和石滨路社区。

## 交通
- 石井坡站